# Юрківський карст
Юркі́вський карст — карстово-спелеологічний заказник місцевого значення в Україні. Розташований у межах Заставнівського району Чернівецької області, на північний захід від села Юрківці. 
Площа 12,1 га. Статус надано згідно з рішенням облвиконкому від 16.01.1991 року № 22. Перебуває у віданні Юрковецької сільської ради. 
Статус надано з метою збереження кількох карстових лійок, які розташовані на невеликій площі вододілу річок Онут і Совиця Заставнівська. Лійки демонструють різні фази карстових процесів — від відкритих провалів до карстового озера. Заказник має науково-пізнавальну цінність. 